# Atractodes cylindraceus
Atractodes cylindraceus är en stekelart som beskrevs av Jussila 2001. Atractodes cylindraceus ingår i släktet Atractodes och familjen brokparasitsteklar. Arten är reproducerande i Sverige. Inga underarter finns listade.